# Кенайские фьорды
«Кенайские фьорды» (англ. Kenai Fjords National Park) — национальный парк, расположенный на южном побережье центральной части штата Аляска, США. Образован 2 декабря 1980 года актом Конгресса США по защите арктических территорий. С северо-запада вплотную граничит с резерватом Кенай.

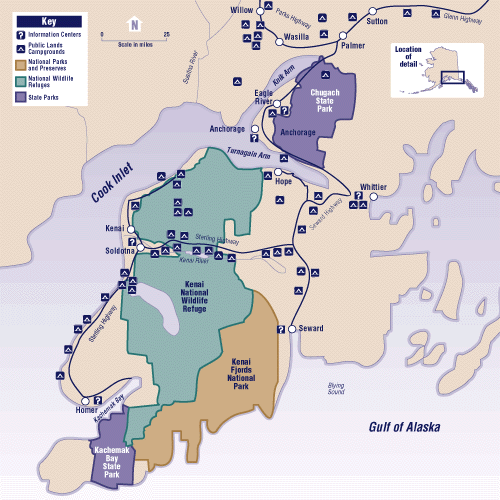
Карта полуострова Кенай. Кенай-Фьордс выделен коричневым.